# Goussainville (Eure i Loir)
Goussainville és un municipi francès, situat al departament de l'Eure i Loir i a la regió de Centre – Vall del Loira. L'any 2007 tenia 838 habitants.

## Demografia

### Població
El 2007 la població de fet de Goussainville era de 838 persones. Hi havia 305 famílies, de les quals 54 eren unipersonals (29 homes vivint sols i 25 dones vivint soles), 88 parelles sense fills, 134 parelles amb fills i 29 famílies monoparentals amb fills.
La població ha evolucionat segons el següent gràfic:
Habitants censats

### Habitatges
El 2007 hi havia 342 habitatges, 308 eren l'habitatge principal de la família, 17 eren segones residències i 17 estaven desocupats. 318 eren cases i 23 eren apartaments. Dels 308 habitatges principals, 257 estaven ocupats pels seus propietaris, 41 estaven llogats i ocupats pels llogaters i 10 estaven cedits a títol gratuït; 3 tenien una cambra, 29 en tenien dues, 36 en tenien tres, 72 en tenien quatre i 168 en tenien cinc o més. 253 habitatges disposaven pel capbaix d'una plaça de pàrquing. A 116 habitatges hi havia un automòbil i a 180 n'hi havia dos o més.

### Piràmide de població
La piràmide de població per edats i sexe el 2009 era:
| Homes | Edats   | Dones |
| ----- | ------- | ----- |
| 0     | 95 o +  | 0     |
| 4     | 90 a 94 | 0     |
| 4     | 85 a 89 | 4     |
| 0     | 80 a 84 | 4     |
| 8     | 75 a 79 | 4     |
| 8     | 70 a 74 | 8     |
| 4     | 65 a 69 | 4     |
| 20    | 60 a 64 | 24    |
| 28    | 55 a 59 | 4     |
| 16    | 50 a 54 | 36    |
| 36    | 45 a 49 | 32    |
| 44    | 40 a 44 | 24    |
| 32    | 35 a 39 | 32    |
| 28    | 30 a 34 | 32    |
| 28    | 25 a 29 | 12    |
| 32    | 20 a 24 | 28    |
| 36    | 15 a 19 | 12    |
| 28    | 10 a 14 | 36    |
| 36    | 5 a 9   | 16    |
| 24    | 0 a 4   | 24    |

## Economia
El 2007 la població en edat de treballar era de 577 persones, 456 eren actives i 121 eren inactives. De les 456 persones actives 416 estaven ocupades (209 homes i 207 dones) i 40 estaven aturades (21 homes i 19 dones). De les 121 persones inactives 44 estaven jubilades, 50 estaven estudiant i 27 estaven classificades com a «altres inactius».

### Ingressos
El 2009 a Goussainville hi havia 306 unitats fiscals que integraven 876 persones, la mediana anual d'ingressos fiscals per persona era de 22.720 €.

### Activitats econòmiques
Dels 19 establiments que hi havia el 2007, 2 eren d'empreses de fabricació d'altres productes industrials, 3 d'empreses de construcció, 4 d'empreses de comerç i reparació d'automòbils, 1 d'una empresa d'hostatgeria i restauració, 1 d'una empresa immobiliària, 3 d'empreses de serveis, 3 d'entitats de l'administració pública i 2 d'empreses classificades com a «altres activitats de serveis».
Dels 9 establiments de servei als particulars que hi havia el 2009, 1 era una autoescola, 1 paleta, 1 guixaire pintor, 2 fusteries, 2 lampisteries, 1 perruqueria i 1 agència immobiliària.
L'any 2000 a Goussainville hi havia 10 explotacions agrícoles que ocupaven un total de 660 hectàrees.

## Equipaments sanitaris i escolars
El 2009 hi havia una escola elemental.

## Poblacions més properes
El següent diagrama mostra les poblacions més properes.